# Чампи, Винченцо Легренцио
Винче́нцо Легре́нцио Ча́мпи (итал. Vincenzo Legrenzio Ciampi; 2 апреля 1719, Пьяченца, Италия — 30 марта 1762, Венеция, Италия) — итальянский композитор и дирижёр.

## Биография
Учился в Неаполе в Консерватории Сан-Пьетро-а-Майелла у Франческо Дуранте и Леонардо Лео. В 1748—1752 годах был дирижёром итальянских оперных трупп в Лондоне, а в 1752—1756 годах — в Париже, где его деятельность совпала с войной буффонов. Ряд опер создал на сюжеты комедий Карло Гольдони и на либретто Пьетро Метастазио. Его музыка неоднократно использовалась в английском пастиччо — «Летние выдумки» (англ. A Summer's Tale; 1765), «Лионель и Кларисса» (англ. Lionel & Clarissa; 1768), «Пленник» (англ. The Captive; 1769). Писал также духовную музыку и инструментальные произведения.

## Сочинения
- опера-буффа «Бертольдо при дворе» / Bertoldo alia corte (1753)
- опера-сериа «Дидона» / Didone abbandonata (1754)